# Krandegan (Bayan)
Krandegan is een bestuurslaag in het regentschap Purworejo van de provincie Midden-Java, Indonesië. Krandegan telt 2263 inwoners (volkstelling 2010).